# Touchy Feely
Touchy Feely è un film del 2013 diretto da Lynn Shelton.
Film drammatico, prodotto negli Stati Uniti, di cui il regista, Lynn Shelton, è anche sceneggiatore.

## Trama
Abby è una donna che sorride sempre alla vita. Lavora con la sua amica Bronwyn nella pratica del Reiki, ed è fidanzata con Jesse. Al contrario, l'ufficio dentistico del fratello Paul è quasi sull'orlo del fallimento. Jenny, la figlia di Paul, vorrebbe frequentare il college, ma si trova impossibilitata dalla mancanza di denaro.
Jesse chiede ad Abby di andare a vivere insieme, e nonostante la donna sia abbastanza riluttante decide comunque di andare a convincere col suo fidanzato, abbandonando la casa del fratello. Sentendosi in colpa nei suoi confronti, Abby decide di far preparare una miscela creata da Bronwyn che lo stesso effetto del Reiky. Stranamente, quando l'uomo la prende, i suoi clienti aumentano a dismisura. Questo evento è anche causato dal passa parola di Henry, l'amico di Jenny. Nello stesso momento in cui Paul ha un aumento della clientela, Abby prova una repulsione sconfinata nei confronti della pelle, che vede in qualche modo più dettagliatamente.
La “malattia” di Abby la porterà ad andarsene dalla casa di Jesse, che cercherà in tutti i modi di riallacciare i rapporti con la donna. Paul comprende che in realtà non ha guarito i suoi clienti perché è un bravo dentista, ma perché in qualche modo bevendo l'antidoto l'ha trasmetto a tutti coloro che incontrava. Ma l'effetto paradisiaco del Reiky ha un effetto temporaneo e farà credere a tutti che Paul non sia altro che un imbroglione, facendo portare nuovamente sull'orlo del fallimento l'ufficio dentistico dell'uomo. Jenny scoprirà la verità e decide di passare la notte a cas di Jesse. Abby decide di prendere dell'Ecstasy, ma quando lo fa incontra Adrian, il suo ex fidanzato. Parlando con lui la “malattia” svanisce improvvisamente. Paul, si reca da Bronwyn e i due si baciano. Jenny rivela a Jesse di essere sempre stata innamorata di lui, e gli chiede di baciarla. L'uomo la respinge, abbracciandola per consolarla. Il mattino dopo Abby bussa a casa di Jesse e i due si abbracciano, pronti per ricominciare da capo.
Dopo un lasso di tempo non meglio specificato, Abby e Jesse sono tornati definitivamente insieme, e Jenny ha intrapreso una relazione con Henry, dimenticando così il fidanzato della zia.